# Reload Festival
Das Reload Festival ist ein seit 2006 alljährlich in den Sommermonaten an zwei, zwischen 2009 und 2013 an drei Tagen in Niedersachsen stattfindendes Freiluft-Rockfestival, das zunächst (wie eine schon seit 2001 durchgeführte Indoor-Vorgängerveranstaltung) in Twistringen abgehalten wurde, seit 2011 dann in Sulingen. Als führende Teilnehmer in vergangenen Jahren werden etwa Billy Idol (2010), Limp Bizkit, Hatebreed, Five Finger Death Punch oder Papa Roach (2011) genannt.

## Geschichte & Gelände

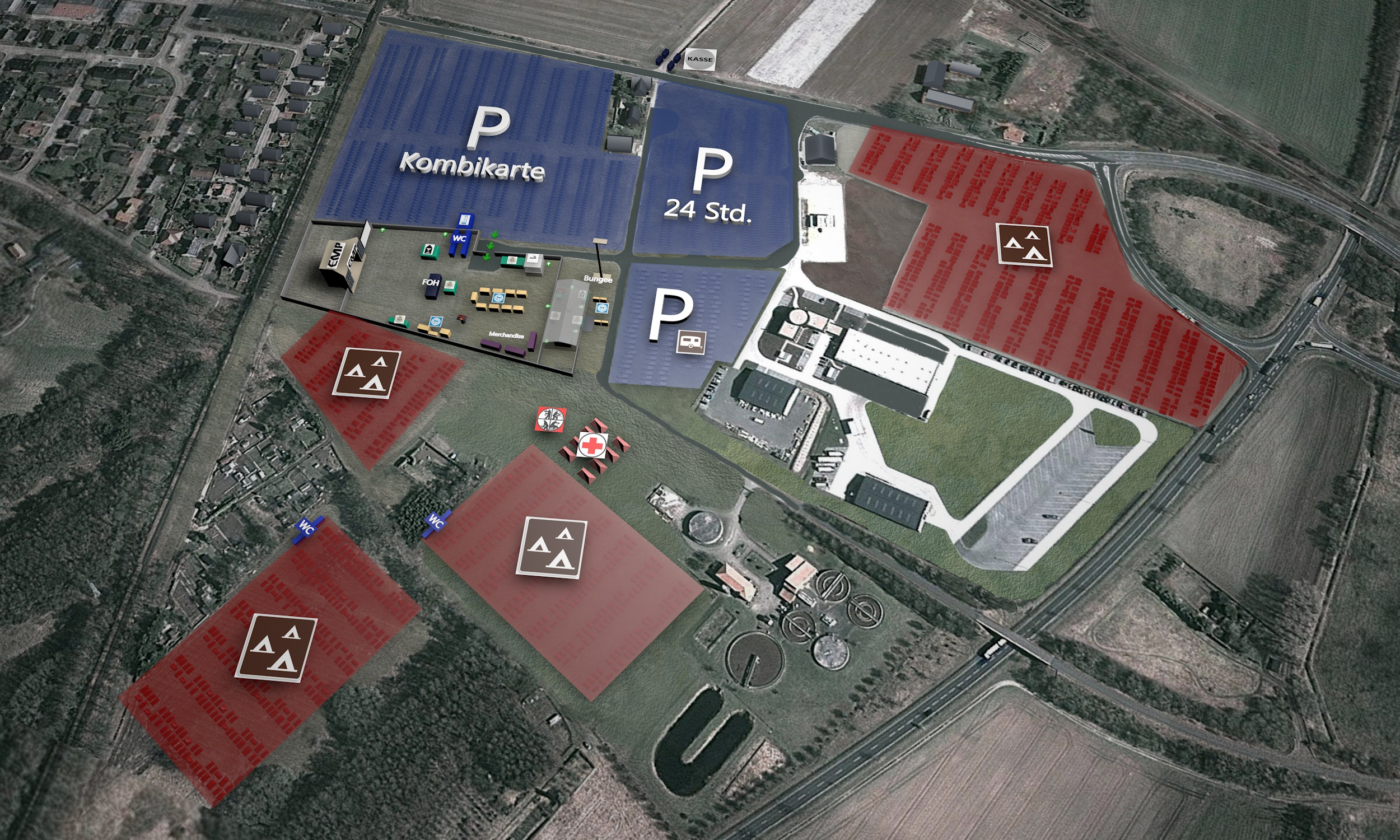
Festivalgelände 2012

Das Reload Festival startete erstmals 2003 als Indoor-Veranstaltung in Twistringen. Für 2006 entschied man sich, das Festival nach draußen zu verlagern und wählte das Gelände der „Alten Ziegelei“ aus. Weiterhin wurde das Festival auf drei Tage ausgeweitet. Im selben Jahr spielten erstmals internationale Künstler wie Dog Eat Dog neben nationalen Band wie den Donots oder Emil Bulls mit. Beim fünfjährigen Jubiläum des Festivals fungierte 2010 Billy Idol als Headliner neben der deutschen Band The BossHoss.
2014 fiel das Festival, das die Veranstalter ehrenamtlich organisieren, aus, weil sich nicht genügend professionelle Unterstützer beziehungsweise Investoren finden ließen. 2015 fand das Festival wieder statt, allerdings war die Zahl der auftretenden Künstler geringer als in den Jahren zuvor, und auch der Zeitraum war um einen Tag gekürzt worden. Die erwartete Besucherzahl wurde trotzdem bei weitem übertroffen. Schon am Donnerstagabend war der Andrang auf die verfügbaren Campingflächen so groß, dass kurzfristig über Nacht mit Unterstützung der Stadt Sulingen zwei weitere Ausweichflächen, inklusive Sanitäranlagen und Licht, eingerichtet wurden. Der Auftritt von Black Stone Cherry fiel aus, weil diese sich auf dem Weg zum Festival verfahren hatten. Das 11. Festival (2016) fand unter hochsommerlichen Temperaturen statt und verbuchte einen neuen Besucherrekord. Durch den Einsatz von diversen Rettungskräften und der ortsansässigen Feuerwehr, die zur Abkühlung Besucher mit Wasser besprengte, kam es zu keinem nennenswerten Zwischenfall. 2018 war das Festival erstmals kurz vor Beginn mit über 12.000 Besuchern völlig ausverkauft. 2024 wurde mit über 18.000 Besuchern ein neuer Besucherrekord aufgestellt. Zusätzlich wurden am Samstag hunderte Familien mit Kindern aus der ganzen Umgebung kostenlos eingeladen, um das Konzert von Heavysaurus zu sehen.

## Infrastruktur

### 2017
Für die über 10.000 zahlenden Besucher standen mehr als 220 Toiletten zur Verfügung, davon fünf barrierefrei.
Seit 2016 beträgt die installierte elektrische Leistung 3,2 Megawatt, das entspricht etwa 53.000 Glühbirnen. Insgesamt wurden 10 Kilometer Stromkabel verlegt. Zusätzlich wurden 14 Dieselnotstromaggregate und 22 Lichtmasten benötigt.
Insgesamt sind rund 260 Mitarbeiter für das Festival tätig, zusätzlich kommen zehn Gabelstapler, ein Teleskoplader, zwei Radlader und ein Traktor in Einsatz.
Für die 29 Bands mit 200 Künstlern und Crew standen 15 Nightliner und fünf Produktionstrucks zur Verfügung.

### 2024
Insgesamt wurde das Gelände mit 47 Kilometer Absperrband durchzogen, die dafür sorgten, dass es genügend Rettungs- und Fluchtwege gab. Ein neues Wegekonzept verhinderte lange Staus bei der An- und Abreise.
Die weitere Infrastruktur umfasste über 25 Kilometer Bauzaun, der das Areal sicherte. Für die Wasserversorgung wurden etwa 6 Kilometer Wasserleitungen verlegt, unterstützt von 18 Hydranten und 24 Frischwasserverteilern. Eine extra engagierte Aqua-Crew von 12 Personen stellte sicher, dass jederzeit genügend Wasser zur Verfügung stand. Weitere vier Duschcamps standen den Besuchern zur Verfügung.
Mit 51 Accesspoints und drei Starlink-Satellitenstationen sorgte das eigens eingerichtete Glasfasernetz, unterstützt von rund 6 Kilometern Netzwerkleitungen, für eine lückenlose Internetabdeckung auf dem 40.000 Quadratmeter großen Festivalgelände.
Für den bargeldlosen Zahlungsverkehr standen 41 EC-Geräte bereit, um den Ablauf an den Verkaufsständen reibungslos zu gestalten.
Die medizinische Versorgung wurde von zahlreichen freiwilligen Sanitätern geleistet. Etwa 350, meist kleine Einsätze wurden versorgt.
Mehr als 750 ehrenamtliche Helferinnen und Helfer waren zusätzlich im Einsatz.

### Impressionen vom Reload Festival 2024

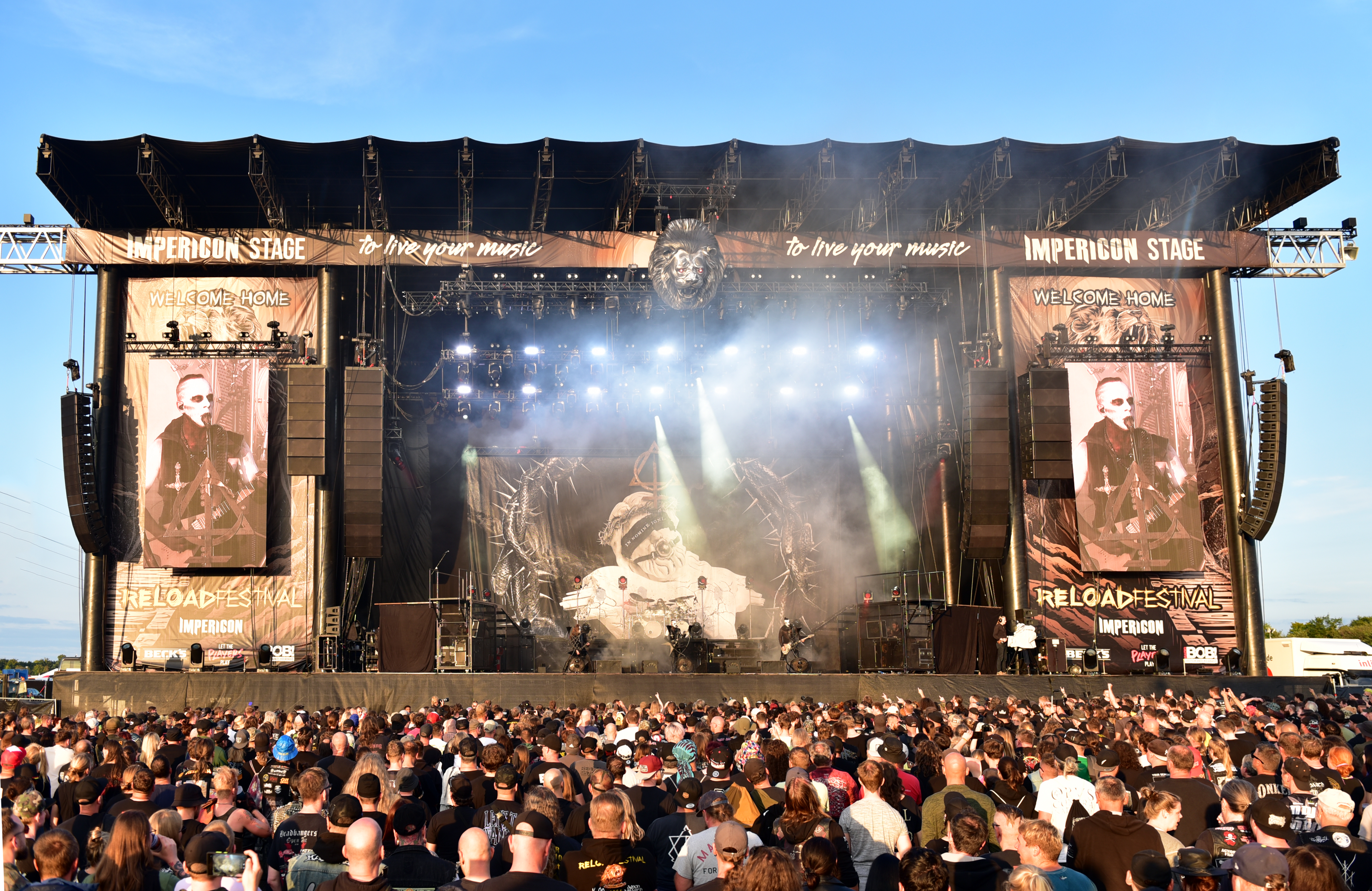
Die Mainstage
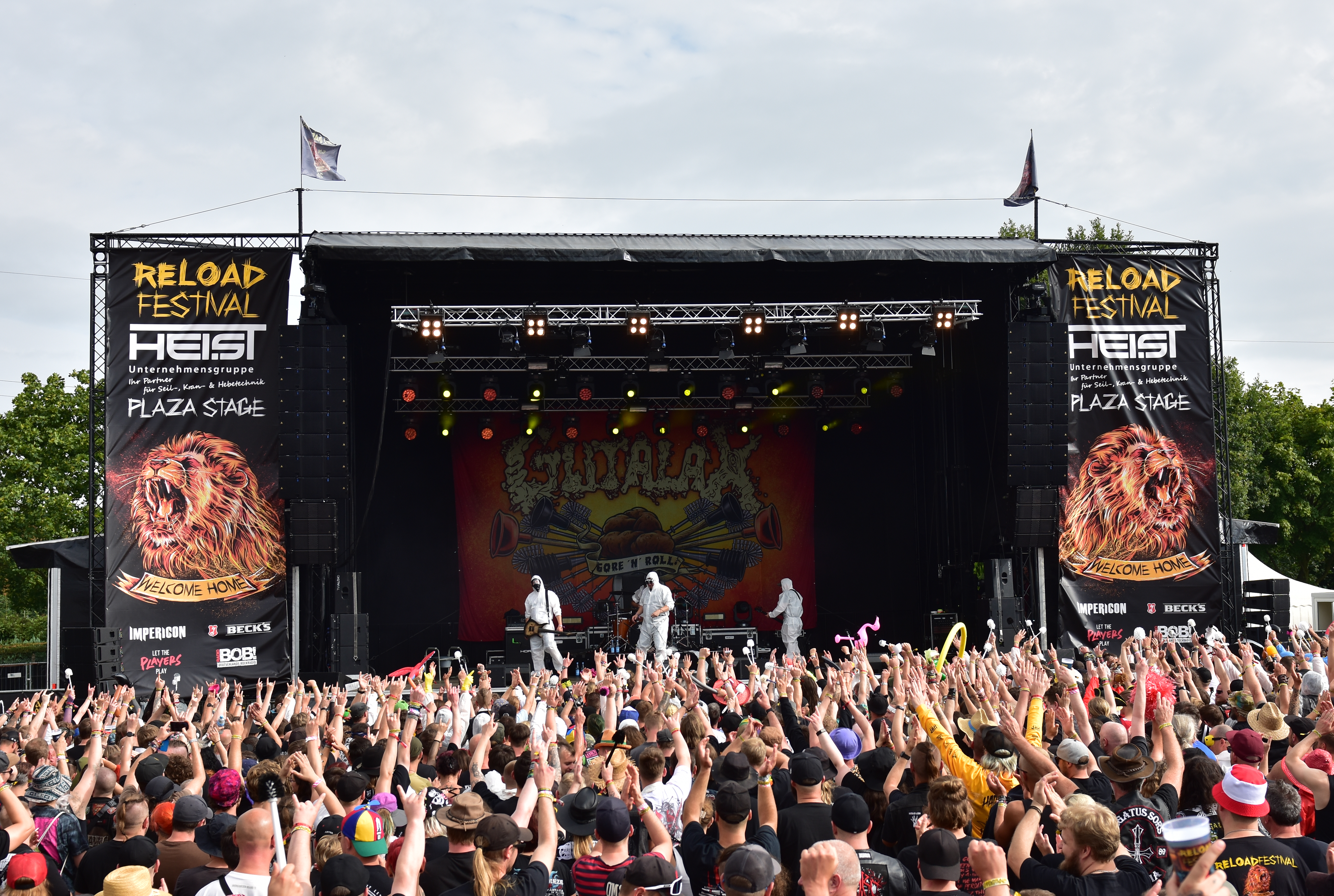
Die Plaza Stage
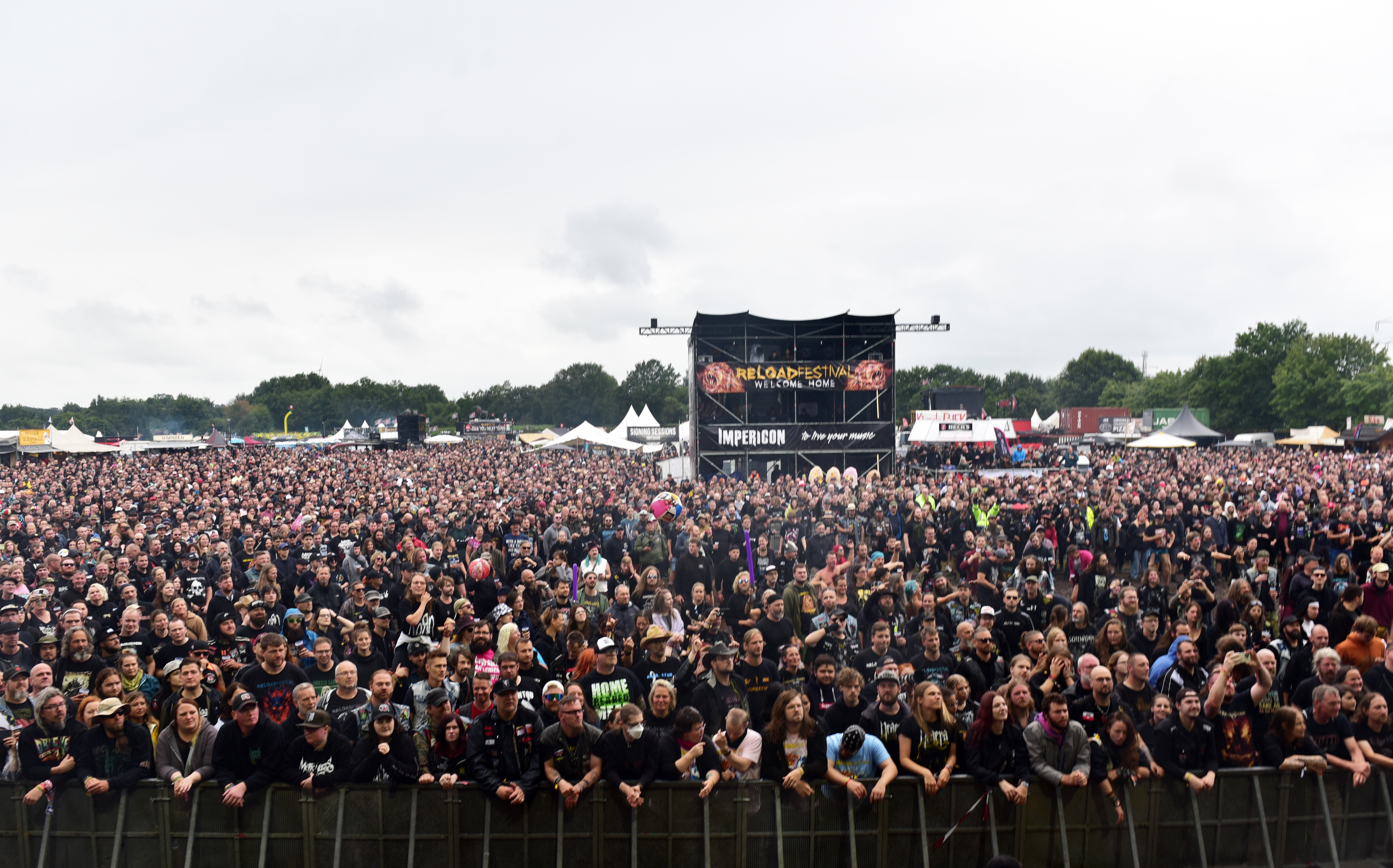
2024 kamen über 18.000 Besucher
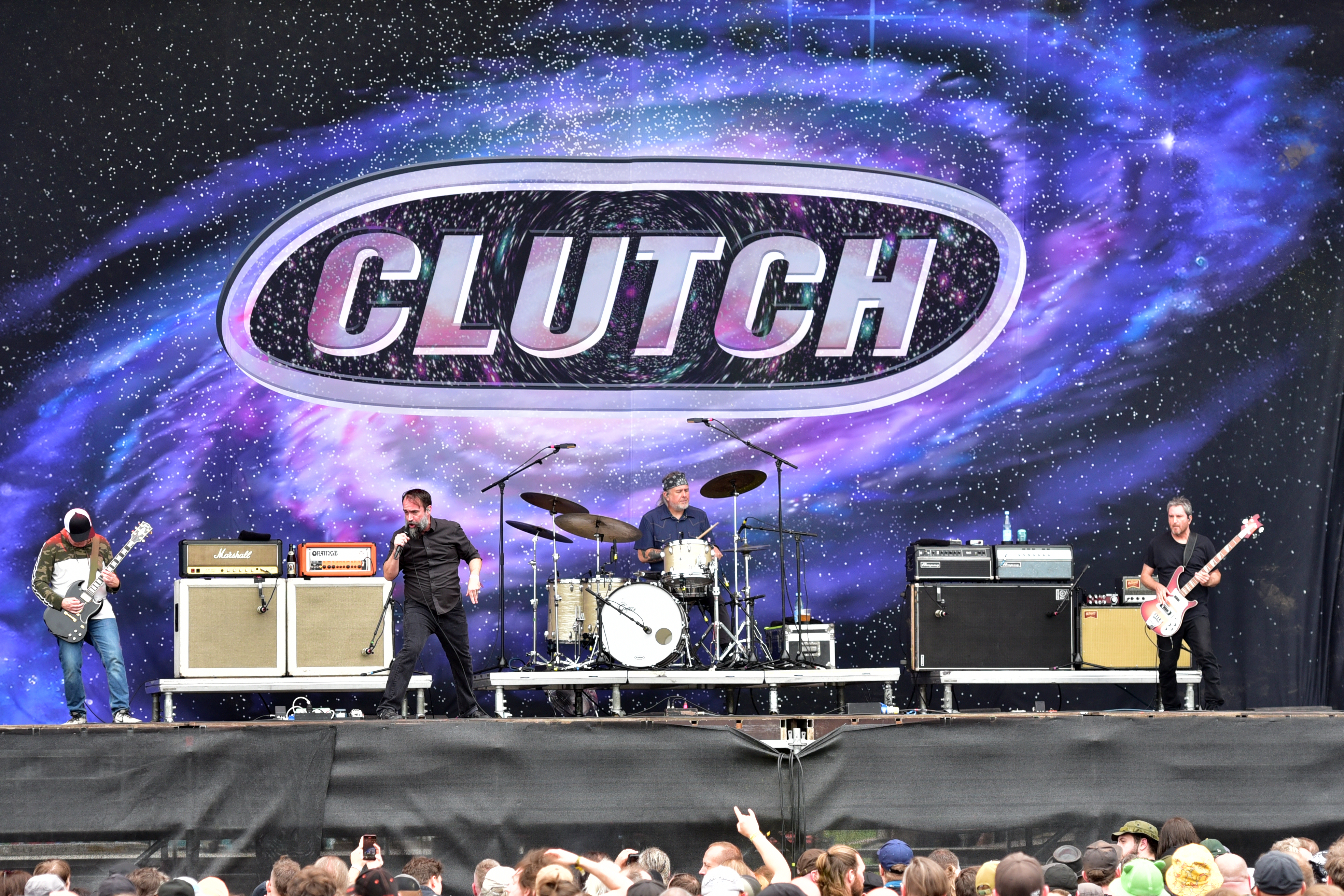
Clutch
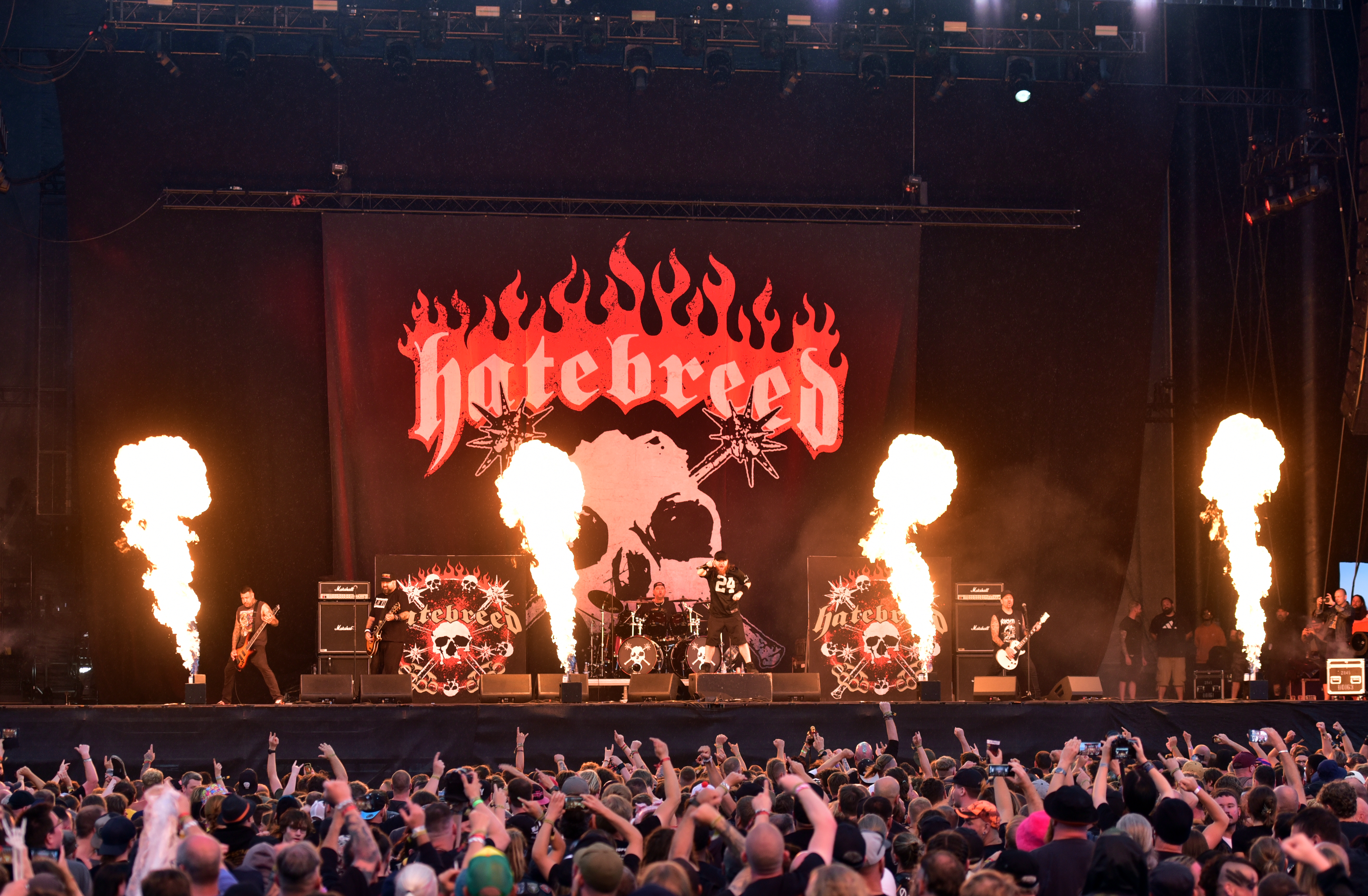
Hatebreed
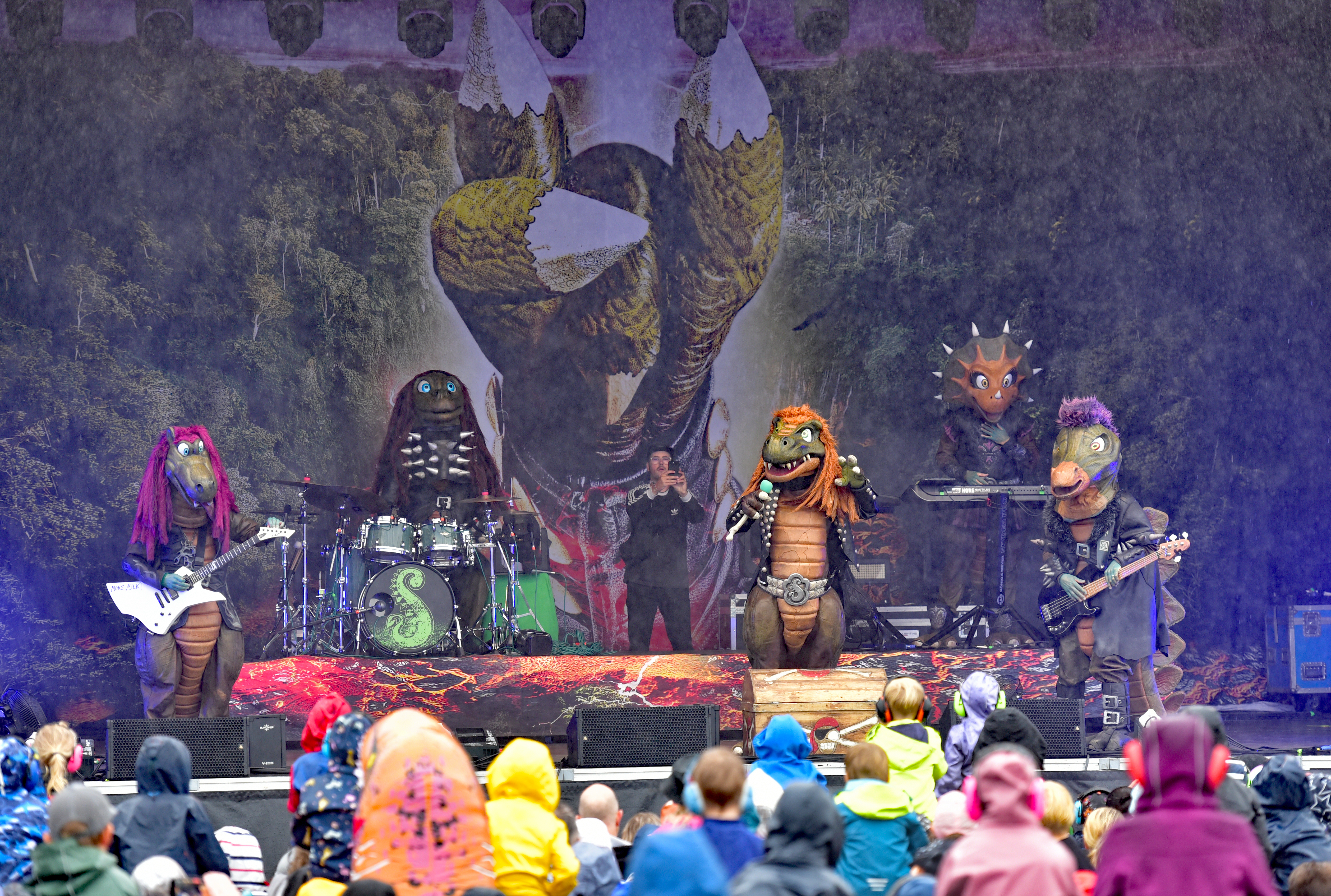
Heavysaurus
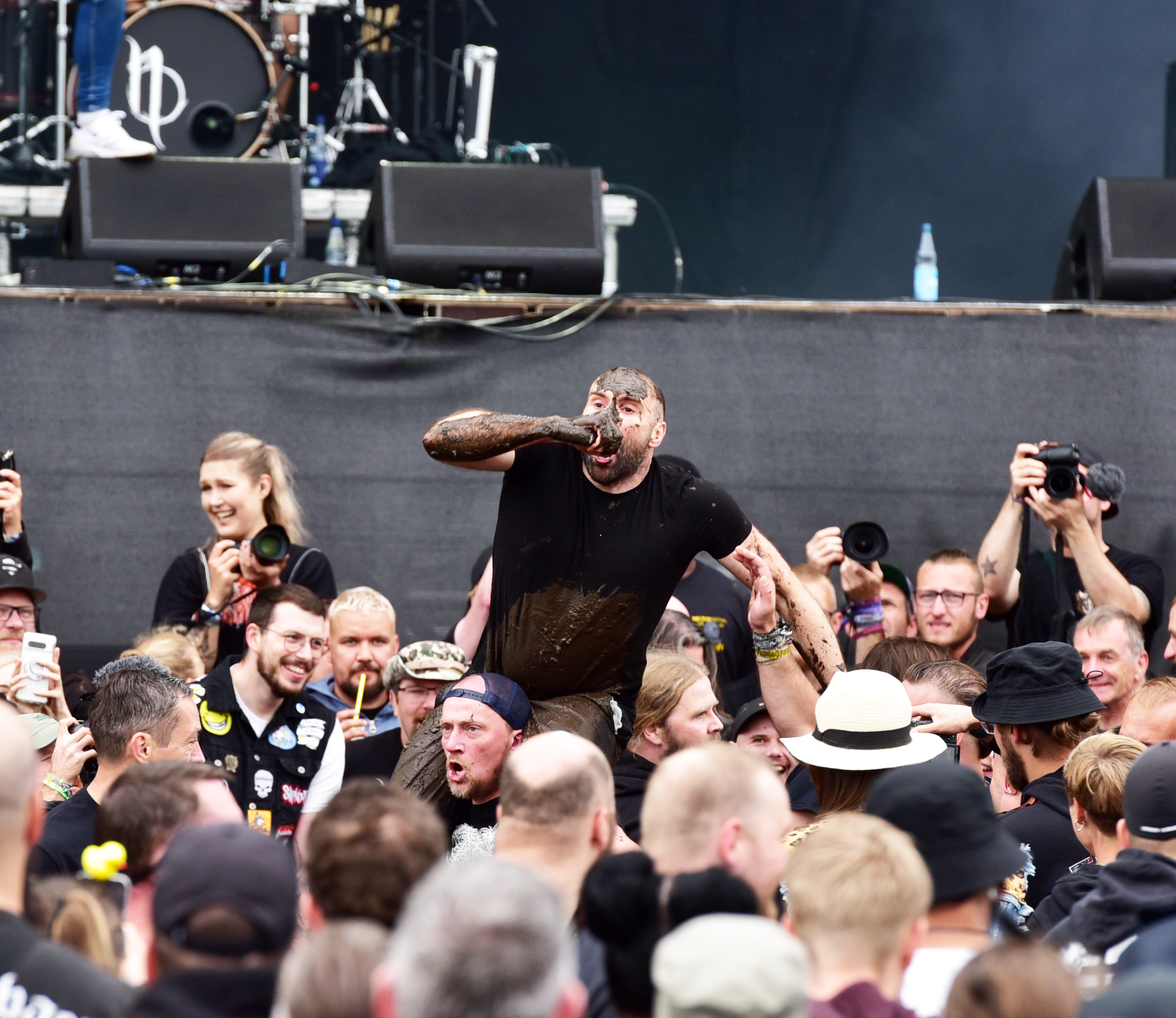
Neaera
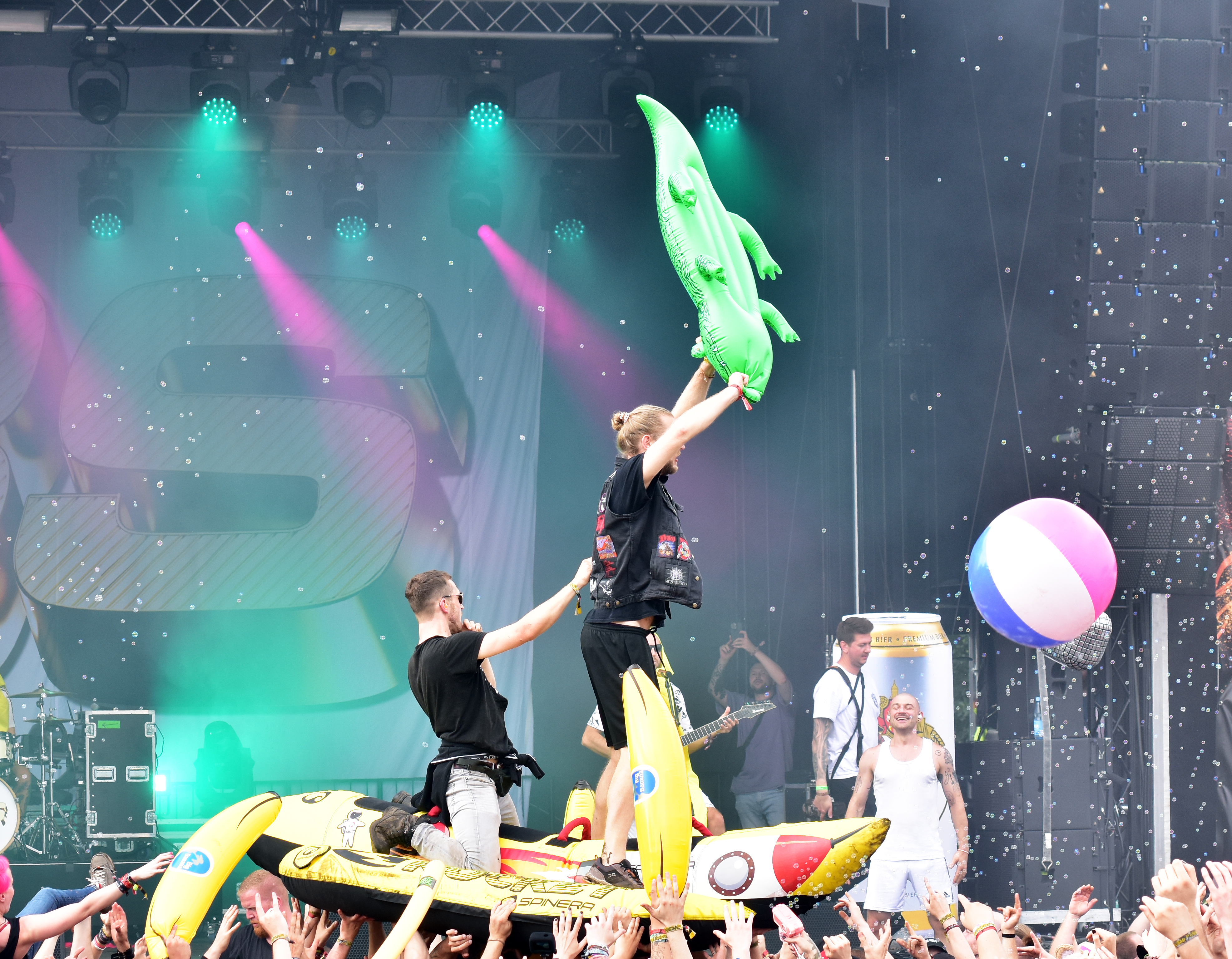
The Butcher Sisters
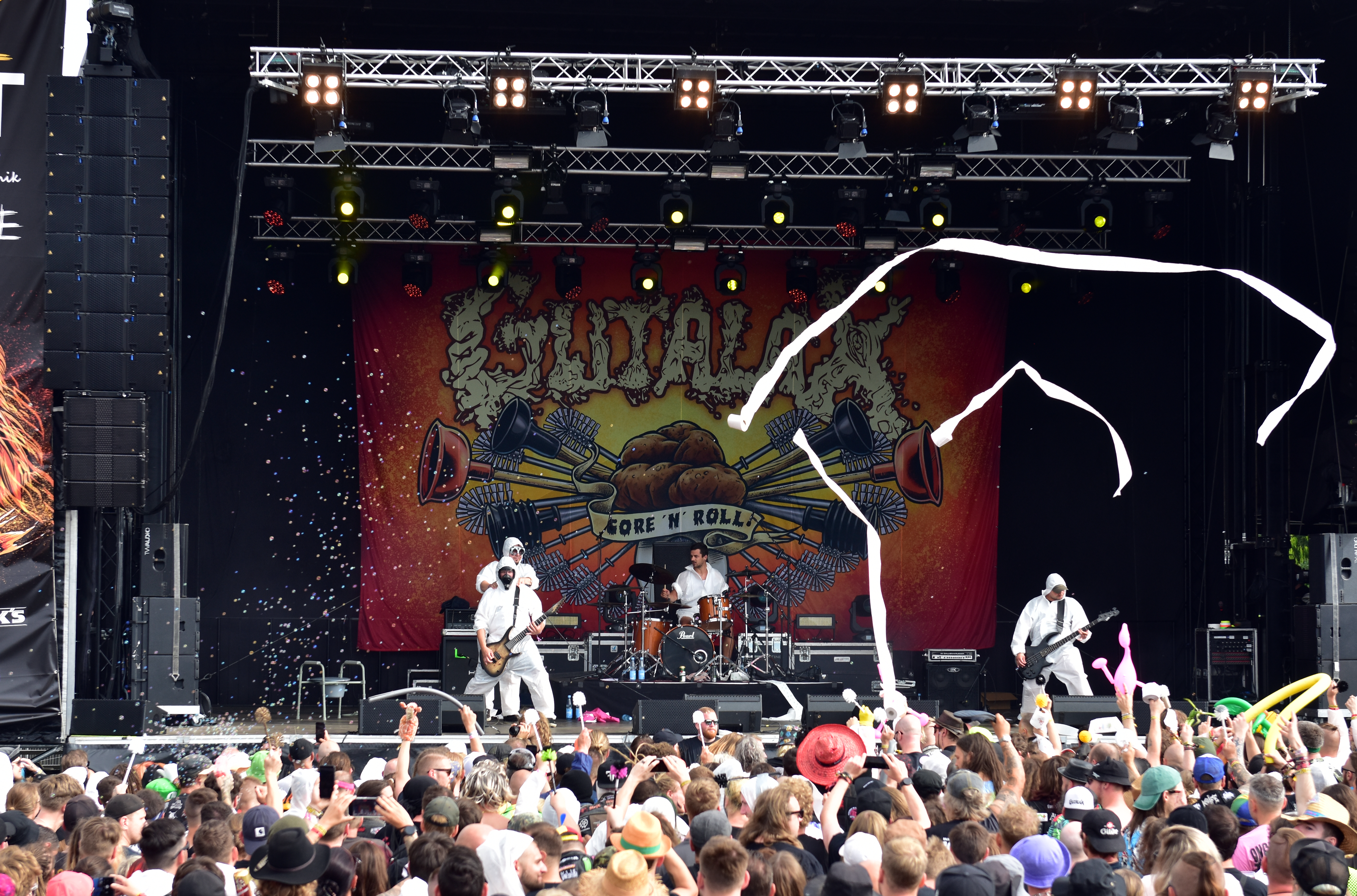
Gutalax

## Termine und Bands
Termine und Bands, die am Reload Festival teilgenommen haben bzw. für die nächste Auflage angekündigt sind.
| Datum                             | Besucher   | Line-Up |
| --------------------------------- | ---------- | --- |
| 21./22. Juli 2006                 | ?          | Donots, Dog Eat Dog, Emil Bulls, Snoozebutton, Superstarfuckers, Semtax, Adjudgement, 3rd Reverse, Gallmucke, Mueca, Crushing Caspars, Arson, My Enemies.12.Mistakes, Sepcys. |
| 29./30. Juli 2007                 | ?          | H-Blockx, Lamb of God, Chimaira, Unearth, Caliban, 4Lyn, Fear My Thoughts, Fire in the Attic, Snoozebutton, R.Y.O.T, Butterfly Coma, President Evil, Poverty’s No Crime, Maintain, Last One Dying, Accessory, Psychodaisy, Blood Sugar Sex Magic, RagemachineAbgesagt: Static-X |
| 4./5. Juli 2008                   | ?          | Tito & Tarantula, Ten Years After, 4Lyn, Wirtz, Grantig, Kings & Killers, Melophobia, Tomorrow never Knows, Voodoo Lounge, Dirty Deeds, Weissglut, Die Toten Ärzte. |
| 3.–5. Juli 2009                   | ?          | Bloodhound Gang, Manfred Mann’s Earth Band, Anthrax, Torfrock, 4Lyn, Itchy Poopzkid, Emil Bulls, Wirtz, The Sorrow, One Fine Day, Superstarfuckers, Accessary, S.S.K., Jonathan Sprangler, Chinaski. |
| 2.–4. Juli 2010                   | ?          | Billy Idol, The BossHoss, Selig, Sepultura, Everlast, DevilDriver, Taylor Hawkins and the Coattail Riders, Ten Years After, Extrabreit, Die Happy, Walls of Jericho, Callejon, Smoke Blow, Mustasch, Itchy Poopzkid, Disco Ensemble, The Sorrow, Luxuslärm, Dimple Minds, Fiddler’s Green, Death by Stereo, Bakkushan, Evergreen Terrace, Wirtz, The Durango Riot, Kongo Skulls, Kings and Killers, Mueca |
| 1.–3. Juli 2011                   | > 8.000    | Limp Bizkit, Hatebreed, Papa Roach, Agnostic Front, Blood for Blood, Ill Niño, Soilwork, Terror, Skindred, The Bones, Luxuslärm, 4Lyn, The Ghost Inside, Deez Nuts, Emil Bulls, Wirtz, Fiddler’s Green, Mr. Irish Bastard, Fozzy, Dampfmaschine. |
| 15.–17. Juni 2012                 | ?          | Dropkick Murphys, The BossHoss, Slash feat. Myles Kennedy & the Conspirators, Parkway Drive, Guano Apes, Subway to Sally, Enter Shikari, Soulfly, Biohazard, J.B.O., August Burns Red, Madball, Puddle of Mudd, Walls of Jericho, Ugly Kid Joe, Die Kassierer, Unearth, H₂O, Dog Eat Dog, Itchy Poopzkid, Evergreen Terrace, We Butter the Bread with Butter, Street Dogs, Your Demise, Stick to Your Guns, Eyes Set to Kill, Prime Circle, Godsized, Eskimo Callboy, Bulletmonks, Pride Shall FallEvil Jared als After-Show-DJ. |
| 5.–7. Juli 2013                   | 7.500      | Airbourne, Hatebreed, The Gaslight Anthem, Papa Roach, At the Gates, Donots, Sick of It All, Caliban, Skindred, Terror, Betontod, Slime, Red Fang, Emil Bulls, Kadavar, Between the Buried and Me, The Sword, Eskimo Callboy, Iwrestledabearonce, Monsters of Liedermaching, Massendefekt, Fiddler’s Green, Vanna, Pascow, Dimple Minds, Hacktivist, Dampfmaschine, Marathonmann, Kmpfsprt, Crushing Caspars, A Traitor Like Judas, Gasmac Gilmore, Spitfire, Silent Screams, Vitja, Crutch, Into the Wild, Bonez, Quiron, Direkt, The Flaming CucumbersMotörhead sagten kurzfristig ab.                                                                                             |
| 2014                              |            | ausgefallen |
| 7./8. August 2015                 | > 6.500    | In Flames, Dropkick Murphys, Kreator, Flogging Molly, K.I.Z, Enter Shikari, Callejon, (Black Stone Cherry ausgefallen), Architects, Eskimo Callboy, Ignite, Blues Pills, Madball, Beyond the Black, Born from Pain, Mr. Irish Bastard, Death by Stereo, Watch Out Stampede, Mantar, GWLT, UMC (Warm-Up Party 6. August) |
| 26./27. August 2016               | > 9.900    | Limp Bizkit, Five Finger Death Punch, Airbourne, Arch Enemy, Comeback Kid, Die Kassierer, Dog Eat Dog, Emil Bulls, Fear Factory, FJØRT, Hatebreed, Agnostic Front, Itchy Poopzkid, Monsters of Liedermaching, Sodom, Steak Number Eight, Stick to Your Guns, Adept, Burning Down Alaska, Das Pack, Watch Out Stampede, Friday Flashback, As We AriseAbgesagt haben Terror und Unearth; Warm-Up Party am 25. August: Dimple Minds, Unleash the Sky, Snoozebutton |
| 25./26. August 2017               | > 10.000   | Amon Amarth, Betontod, Caliban, Whitechapel, Massendefekt, Mr. Irish Bastard, Heaven Shall Burn, Life of Agony, Trivium, Terror, Anti-Flag, August Burns Red, Knorkator, The New Roses, Any Given Day, Bury Tomorrow, The Charm the Fury, Max Raptor, TuXedoo, SkindredWarm-Up Party am 24. August: Antillectual, First Blood, Rogers, As We Arise und While She Sleeps |
| 24./25. August 2018               | > 12.000   | Papa Roach, In Flames, Eskimo Callboy, Flogging Molly, Kreator, Mantar, Sick of It All, Sepultura, Beartooth, DevilDriver, DragonForce, Madball, Torfrock, Deez Nuts, Mr. Hurley & die Pulveraffen, Pro-Pain, The Night Flight Orchestra, Prong, Ryker’s, Street Dogs, Kaiser Franz Josef, Booze & Glory, Red County Jail, Watch Out Stampede, Walking Dead on Broadway, John Diva & the Rockets of Love, PowerslaveWarm-Up Party am 23. August: Annisokay, A Traitor Like Judas, Counterparts, Ze Gran Zeft, ZSK |
| 22.–24. August 2019               | ca. 12.500 | Sabaton, Bullet for My Valentine, Airbourne, Hatebreed, Of Mice & Men, Clawfinger, Lordi, While She Sleeps, Soilwork, Bury Tomorrow, Sondaschule, Agnostic Front, Ignite, Emil Bulls, Backyard Babies, Walls of Jericho, Nasty, Dog Eat Dog, Massendefekt, Jinjer, Any Given Day, Monsters of Liedermaching, Eyes Set to Kill, Evergreen Terrace, Thundermother, Setyoursails, Evil Jared Hasselhoff, Radio Havanna, Cutthroat, Pressure Recall, Copia, Bullseye, The Creapers, POWERSLAVE - Iron Maiden Tribute, AC/Dynamite, Strength - Pantera Experience, Mürderhead - Tribute to Motörhead                                                                                      |
| 13.–15. August 2020 abgesagt      |            | Amon Amarth, Architects, As I Lay Dying, The Black Dahlia Murder, Black Inhale, Bloodywood, Phil Campbell and the Bastard Sons plays Motörhead, Controversial, Crushing Caspars, Cypecore, Dark Tranquillity, Darkest Hour, Dirty Shirt, Emily Falls, Eskimo Callboy, Fever 333, Gloryhammer, Grave Pleasures, Heavysaurus, H2O, I Prevail, Jinjer, Die Kassierer, Kiez Live, Lacuna Coil, Life of Agony, Mr. Irish Bastard, Municipal Waste, Our Hollow Our Home, Perkele, Plainride, Pro-Pain, Russkaja, Sibiir, Smoke Blow, Static-X, Stray from the Path, Superstarfuckers, Tankard, Tears for Beers, Terror, Watch Out Stampede, 100 Kilo Herz                                  |
| 18.–20. August 2022               | ca. 12.500 | Heaven Shall Burn, Arch Enemy, As I Lay Dying, Electric Callboy, Lamb of God, Testament, Gloryhammer, Raised Fist, Cannibal Corpse, Lacuna Coil, Dark Tranquillity, Napalm Death, Torfrock, Die Kassierer, Perkele, Smoke Blow, Caliban, Life of Agony, Exodus, Comeback Kid, Darkest Hour, Heathen, Bleed from Within, Tankard, Unearth, Jinjer, Ryker’s, Ghostkid, Bloodywood, Pro-Pain, Watch Out Stampede, Enforced, Mr. Irish Bastard, Born from Pain, Wargasm, Cypecore, All Hail the Yeti, Heavysaurus, Sibiir, Dirty Shirt, Black Inhale, Tears for Beers, Emily Falls, Plainride, Kiez Live, SuperstarfuckersAbgesagt haben Crushing Caspars und Our Hollow, Our Home       |
| 17.–19. August 2023               | ca. 14.500 | Powerwolf, In Flames, Trivium, Beartooth, Killswitch Engage, While She Sleeps, Stick to Your Guns, Guano Apes, Skindred, Sepultura, Clawfinger, J.B.O., Agnostic Front, Knocked Loose, Sleep Token, Callejon, Terror, Imminence, Mr. Hurley & Die Pulveraffen, Mantar, Decapitated, Malevolence, Ektomorf, Landmvrks, Gatecreeper, Frog Bog Dosenband, Blind Channel, Infected Rain, Orbit Culture, 100 Kilo Herz, Grailknights, Cockney Rejects, Planlos, Get the Shot, Excrementory Grindfuckers, Slope, The Scratch, Controversial, Superstarfuckers, Sportfreunde Helden, Lutz Drenkwitz, MegaBosch, HeadGear, Alligator Fight Club, Twinns, Friends Don’t Lie                   |
| 15.–17. August 2024               | 18.000     | Korn, Blind Guardian, Amon Amarth, Heaven Shall Burn, Behemoth, Hatebreed, Millencollin, Spiritbox, Motionless in White, Clutch, Lionheart, DragonForce, Paradise Lost, Whitechapel, Knorkator, Phil Campbell and the Bastard Sons, Madball, Emmure, Emil Bulls, Any Given Day, Born of Osiris, Mushroomhead, Neaera, Nasty, The Black Dahlia Murder, SOiL, Walls of Jericho, Fiddler’s Green, Paleface Swiss, Cro-Mags, Future Palace, Butcher Babies, Dead Poet Society, Massendefekt, Paleface Swiss, Unprocessed, Sylosis, As Everything Unfolds, Green Lung, Bokassa, Heavysaurus, The Gems, Vukovi, Thrown, The Butcher Sisters, Ankor, Gutalax, Anchors & Hearts, Iron Walrus |
| 14.–16. August 2025               | 18.000     | Machine Head, Gojira, I Prevail, Donots, Ministry, Static-X, August Burns Red, The Halo Effect, Bleed from Within, Fit for a King, Hanabie., Kataklysm, Counterparts, Shadow of Intent, Finntroll, Kublai Khan TX, Frog Bog Dosenband, Attila, Crypta, Downset, Shoreline, The Butcher Sisters, Mambo Kurt Abgesagt: Spite |
| 13.–15. August 2026 (angekündigt) |            | Judas Priest, In Flames, Arch Enemy, Lamb of God, Godsmack, Airbourne, The Ghost Inside, Thy Art Is Murder, Imminence, Amorphis, Paleface Swiss, Nothing More, Orbit Culture, Perturbator, Stick To Your Guns, Vengaboys, ZSK, Dominum, Deafheaven, Vended, Gutalax |